# Stevan Paul

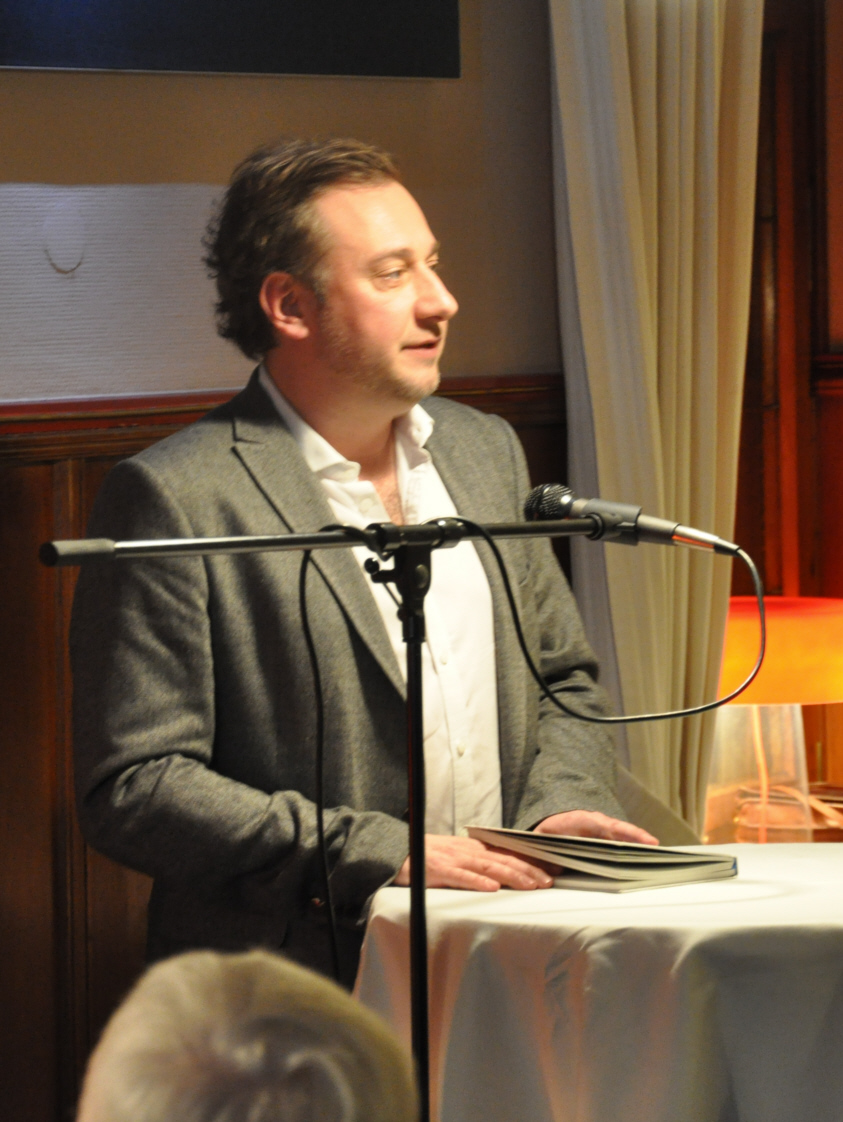
Stevan Paul bei einer Lesung im April 2013

Stevan Paul (* 1969 in Ravensburg) ist ein deutscher Foodstylist, Journalist und Autor.

## Leben
Paul wuchs in Ravensburg auf, wo er ab 1988 eine Kochlehre im Restaurant Waldhorn bei Albert Bouley absolvierte. Er arbeitete von 1990 bis 1995 in führenden Häusern der deutschen Gastronomie. Seitdem ist er als Foodstylist und Autor für Zeitschriften, Werbeagenturen und Verlage tätig. Von 2004 bis 2006 stand er als Fernsehkoch für das RTL-Mittagsmagazin Punkt 12 vor der Kamera. Er ist Gründer und Mitveranstalter von Kaffee.Satz.Lesen, dem Hamburger Sonntagssalon für neue Literatur, sowie Mitherausgeber zweier Anthologien zur Lesereihe. Seit 2009 veröffentlichte er außerdem belletristische Texte (zwei Erzählbände und einen Roman) sowie diverse Kochbücher, u. a. auch als Co-Autor von Tim Mälzer. Unter dem Pseudonym Herr Paulsen betreibt Stevan Paul das Foodblog NutriCulinary. Paul lebt in Hamburg.

## Veröffentlichungen
Romane
- Der große Glander. mairisch Verlag, Hamburg 2016. ISBN 978-3-938539-40-8.

Erzählungen
- Die Kichererbsen der Señora Dolores. Geschichten vom Kochen. mairisch Verlag, Hamburg 2024. ISBN 978-3-948722-33-3.
- Schlaraffenland. Ein Buch über die tröstliche Wirkung von warmem Milchreis, die Kunst, ein Linsengericht zu kochen und die Unwägbarkeiten der Liebe. mairisch Verlag, Hamburg 2012. ISBN 978-3-938539-24-8.
- Monsieur, der Hummer und ich. Erzählungen vom Kochen. mairisch Verlag, Hamburg 2009. ISBN 978-3-938539-12-5 (Taschenbuchausgabe: Rowohlt, Reinbek 2012, ISBN 978-3-499-62838-2); daraus: Ich bekochte Wolfram Siebeck (E-Text).

Als Herausgeber
- Die Philosophie des Kochens. mairisch Verlag, Hamburg 2018. ISBN 978-3-938539-49-1.
- Kaffee.Satz.Lesen 13–31. Der Hamburger Sonntagssalon für neue Literatur. mairisch Verlag, Hamburg 2006. ISBN 978-3-938539-05-7
- Kaffee.Satz.Lesen 1–12. Die Anthologie zur Lesereihe. mairisch Verlag, Hamburg 2005. ISBN 978-3-938539-03-3.

Eigene Kochbücher
- Simple & Clever Cooking: Weniger ist mehr. Brandstätter, Wien 2021, ISBN 978-3-7106-0565-9.
- Meine grüne japanische Küche: Vegetarische Rezepte für jeden Tag. Hölker Verlag/Coppenrath, Münster 2021. ISBN 978-3-88117-247-9
- kochen.: echt gut kochen – einfach kombinieren – unbegrenzte Möglichkeiten. Brandstätter, Wien 2019, ISBN 978-3-7106-0320-4.
- Blaue Stunde. Brandstätter, Wien 2018, ISBN 978-3-7106-0197-2.
- Meine japanische Küche: Rezepte für jeden Tag. Hölker Verlag/Coppenrath, Münster 2017. ISBN 978-3-88117-951-5.
- Open Air. Das Festival- & Camping-Kochbuch. Brandstätter, Wien 2016, ISBN 978-3-85033-928-5.
- Heute koch ich, morgen brat ich: Märchenhafte Rezepte. Hölker Verlag/Coppenrath, Münster 2015. ISBN 978-3-88117-978-2.
- Die Am-liebsten-jeden-Tag-einfach-lecker-Veggie-Küche. Gräfe und Unzer Verlag, München 2015. ISBN 978-3-8338-4316-7.
- Auf die Hand. Sandwiches, Burger & Toasts, Fingerfood & Abendbrote. Brandstätter, Wien 2014, ISBN 978-3-85033-812-7.
- Deutschland vegetarisch. Hrsg. von Katharina Seiser. Brandstätter, Wien 2013, ISBN 978-3-85033-739-7.
- Herr Paulsens Deutschstunde. 21 traditionelle Rezepte und ihre Geschichten. (= Effilee-Bookazine). 2012, ISBN 978-3-9815675-0-2.
- Schneller Teller. Tre Torri Verlag, 2011. ISBN 978-3-941641-56-3.

Mitwirkung an Kochbüchern
- Tim Mälzer: Heimat. Texte von Stevan Paul. Mosaik, München 2014, ISBN 978-3-442-39274-2.
- Tim Mälzer: Greenbox. Tim Mälzers grüne Küche. Texte von Stevan Paul. Redaktion: Ruth Wiebusch und Cornelia Hanke. Fotos: Matthias Haupt. Mosaik, München 2012, ISBN 978-3-442-39243-8.

In Anthologien
- Kinderspiel, in: Dietmar Bittrich (Hrsg.): Lasst uns roh und garstig sein. Die schönsten Weihnachtskatastrophen. Rowohlt, Reinbek 2011, ISBN 978-3-499-62802-3.